# Vernon Center
Vernon Center é uma cidade localizada no estado americano de Minnesota, no Condado de Blue Earth.

## Demografia
Segundo o censo americano de 2000, a sua população era de 359 habitantes.
Em 2006, foi estimada uma população de 329, um decréscimo de 30 (-8.4%).

## Geografia
De acordo com o United States Census Bureau tem uma área de
1,3 km², dos quais 1,3 km² cobertos por terra e 0,0 km² cobertos por água.

## Localidades na vizinhança
O diagrama seguinte representa as localidades num raio de 24 km ao redor de Vernon Center.